# 吳信中
吳信中（？—？），字閱甫，號藹人，江蘇吴县（今江苏苏州）人。清朝狀元、政治人物。

## 生平
吳信中于嘉庆十三年（1808年）中式戊辰科一甲第一名進士（状元）。授翰林院修撰。入值南书房。嘉庆二十四年（1819年），任湖北乡试主考官。官至侍读学士。後辭歸。

## 家族
父吳雲，乾隆進士，為監察御史，直聲震朝野，官至彰德府知府。

## 外部連結
- 吴信中[永久]